# Otto Moll (Philologe)
Otto Ernst Eugen Guido Moll (* 31. Januar 1882 in Culm, Westpreußen; † 7. September 1968 in Berlin) war ein deutscher Philologe.

## Leben
Otto Moll, Sohn des Offiziers Paul Moll, besuchte zunächst das Gymnasium in Magdeburg und trat dann in die Preußische Hauptkadettenanstalt in Groß-Lichterfelde ein, wo er 1901 das Reifezeugnis erhielt. Nach Absolvierung des Militärdienstes arbeitete er zunächst 1902/03 im Schiffsbau und studierte dann Neuere Sprachen und Philosophie in Berlin, Leipzig, Edinburgh und Kiel. Im Februar und Juli 1909 legte er in Kiel das Examen pro facultate docendi ab und wurde am 11. Dezember 1909 bei Ferdinand Holthausen promoviert. Bereits seit 1909 war er in Berlin an mehreren Gymnasien tätig, von 1914 bis 1928 war er Studienrat am städtischen Lyzeum in Spandau.  Im Ersten Weltkrieg wurde Moll in der Türkei und in Russland eingesetzt, wo er seine Sprachkenntnisse weiter verbessern konnte. Er widmete sich Sprachforschungen und war als Übersetzer tätig. Er verfasste fremdsprachige Lexika oder übersetzte skandinavische Sagen und türkische Texte. Insbesondere beschäftigte er sich mit der Sprichwort-Forschung. In Spandau wohnend, galt er dort als „kauziges Original“.

## Veröffentlichungen
- Der Stil von Byron's Child Harold's Pilgrimage. Dissertation Kiel 1910 (mit Lebenslauf).
- Der Stil von Byron's Child Harold's Pilgrimage. (= Normannia 10). Felber, Berlin 1911.
- mit Josef Wanninger: Dänisch-Deutsch und Deutsch-Dänisch - Dansk-Tysk og Tysk-Dansk - mit Aussprachenanleitung (Junckers Wörterbücher). Axel Juncker Verlag, Berlin 1943.
- mit Rudolf Dahms: Lateinisches Taschenwörterbuch. 2 Teile. Axel Juncker Verlag, Berlin/Stuttgart 1951.
- Sprichwörter-Bibliographie. Klostermann, Frankfurt am Main 1958.
- Die deutschen Generalfeldmarschälle 1935–1945. Bearbeitet von Wolfgang W. Marek. Erich Pabel Verlag, Rastatt 1961.
- Betrifft Anordnung einer Sprichwortsammlung. In: Proverbium 5. 1966, S. 111.
- Über die ältesten Sprichwörtersammlungen. In: Proverbium 6, 1966, S. 113–120.
- Parömiologische Fachausdrücke und Definitionen. In: Proverbium 10, 1968, S. 249–250.